# Friedrich Zander
 Friedrich Zander egtl. Georg Arthur Constantin Friedrich Zander (russisk: Фридрих Артурович Цандер tr. Fridrikh Arturovitj Tsander ; lettisk: Frīdrihs Canders 23. august 1887 i Riga i Russiske Kejserrige – 28. marts 1933 i Kislovodsk i Sovjetunionen), var en tyskbaltisk-sovjetisk pioner inden for raketvidenskab og rumflyvning i det russiske imperium og i Sovjetunionen. Han designede den første raket der brugte flydende brændstof, der blev affyret i Sovjetunionen, GIRD-X, og havde mange vigtige teoretiske bidrag til vejen mod rummet